# Bourse du Nigéria
La Bourse du Nigéria (en anglais: Nigerian Stock Exchange) (NGX) est la principale bourse du Nigeria. est un groupe boursier intégré en Afrique fondé en 1961 à Lagos. À la suite de la démutualisation de la NSE en 2021, le groupe NGX compte désormais 3 filiales: Nigerian Exchange Limited (NGX), la bourse d'exploitation; NGX Regulation (NGX RegCo, la société de réglementation indépendante; et NGX Real Estate (NGX RelCo). La bourse d'exploitation, NGX, est une bourse multi-actifs avec 393 titres cotés, comprenant 151 sociétés cotées (8 Premium Board, 133 Main Board, 7 Growth Board et 3 sociétés ASeM), 157 titres à revenu fixe, y compris des obligations vertes et des Sukuk (106 FGN, 8 obligations d'État et 43 obligations d'entreprise), 12 produits négociés en bourse, 4 contrats à terme sur indices et 69 cotations Memorandum, au 12 septembre 2024.

## Histoire
La Bourse nigériane a été initialement fondée le 15 septembre 1960 sous le nom de Bourse de Lagos. La bourse est la plus ancienne bourse existante en Afrique de l'Ouest. 
Les opérations ont officiellement débuté le 25 août 1961, avec 19 titres cotés en bourse. Cependant, des opérations informelles avaient commencé plus tôt, en juin 1961. Les opérations étaient initialement menées à l'intérieur du bâtiment de la Banque centrale avec quatre sociétés comme courtiers sur le marché : Inlaks, John Holt, C.T. Bowring et ICON (Société d'investissement du Nigéria). Le volume d'août 1961 était d'environ 80 500 livres et il est passé à environ 250 000 livres en septembre de la même année, la majeure partie des investissements étant constituée de titres d'État. En décembre 1977, elle est devenue connue sous le nom de Bourse nigériane, avec des succursales établies dans certaines des principales villes commerciales du pays.
En 2021, la démutualisation de la NSE a été initiée, ce qui a conduit à l'émergence du Nigerian Exchange Group (NGX Group) Plc et de trois filiales: Nigerian Exchange Limited (NGX), NGX Regulation Limited (NGX RegCo) et NGX Real Estate Limited (NGX RelCo),.

## Opérations
Afin d’encourager les investissements étrangers au Nigéria, le gouvernement a aboli la législation empêchant l’entrée de capitaux étrangers dans le pays. Cela a permis aux courtiers étrangers de s’inscrire en bourse et aux investisseurs de toute nationalité d’investir librement. Les sociétés nigérianes sont également autorisées à effectuer des cotations multiples et transfrontalières sur les marchés étrangers.